# Schauspielereien
Schauspielereien ist eine deutsche Fernsehserie des Fernsehens der DDR, die von 1978 bis 1990 lief.

## Inhalt
Die Serie beinhaltet Kurzgeschichten aus Ost-Berlin. Jede Folge besteht aus mehreren Einzelepisoden, in denen Schauspieler in verschiedene Rollen schlüpfen. Die circa einstündigen Sendungen liefen ungefähr jeden Monat. Die Reihe bestand am Schluss aus 65 Folgen, die abends gesendet wurden und teilweise am Vormittag wiederholt wurden. Mehrere Best-ofs wurden zudem noch auf DFF 2 ausgestrahlt. Einzelne Folgen liefen später in der ARD und in ihren Dritten Programmen, RTL zeigte 1989/90 mehrere Folgen in gekürzter Fassung.

## Mitwirkende Schauspieler
Hildegard Alex, Friederike Aust, Peter Bause, Heinz Behrens, Gisela Bestehorn, Regina Beyer, Martina Block, Renate Blume-Reed, Kurt Böwe, Peter Borgelt, Margot Busse, Barbara Dittus, Peter Fabers, Ruth Glöss, Sigrid Göhler, Helga Göring, Annemone Haase, Ilka Hügel, Petra Kelling, Erik S. Klein, Herbert Köfer, Ingeborg Krabbe, Agnes Kraus, Daniel Kutsch, Monika Lennartz, Axel Lindner, Cornelia Lippert, Ute Lubosch, Michael Lucke, Rolf Ludwig, Florian Martens, Klaus Mertens, Una Mirschel, Günter Naumann, Joachim Nimtz, Helga Piur, Otti Planerer, Walter Plathe, Renate Reinecke, Heinz Rennhack, Peter Reusse, Dietmar Richter-Reinick, Sándor Sasvári, Andreas Schmidt-Schaller, Hartmut Schreier, Günter Schubert, Dirk Schulz, Myriam Stark, Alfred Struwe, Jochen Thomas, Werner Tietze, Katarina Tomaschewsky, Ursula Werner, Dieter Wien, Marianne Wünscher u. v. m.

## Episodenliste (unvollständig)

### Staffel 1
| Nr. (ges.) | Nr. (St.) | Originaltitel                | Erstausstrahlung |
| ---------- | --------- | ---------------------------- | ---------------- |
| 1          | 1         | Alles im Lot, alles im Eimer | 17. Feb. 1978    |
| 2          | 2         | Die Augen einer Frau         | 4. Juli 1979     |
| 3          | 3         | Liebe, Schminke und Intrigen | 16. Aug. 1978    |
| 4          | 4         | ...Vater sein dagegen sehr   | 14. Nov. 1978    |

### Staffel 2
| Nr. (ges.) | Nr. (St.) | Originaltitel          | Erstausstrahlung |
| ---------- | --------- | ---------------------- | ---------------- |
| 5          | 1         | Verliebt, verlobt      | 5. Juni 1979     |
| 6          | 2         | Dienstreisegeschichten | 26. Juni 1979    |
| 7          | 3         | Frauengeschichten      | 24. Juli 1979    |
| 8          | 4         | Frauen im Herbst       | 27. Nov. 1979    |

### Staffel 3
| Nr. (ges.) | Nr. (St.) | Originaltitel                                  | Erstausstrahlung |
| ---------- | --------- | ---------------------------------------------- | ---------------- |
| 9          | 1         | Von Mensch zu Mensch                           | 18. März 1980    |
| 10         | 2         | Harmonien und Dissonanzen                      | 15. Apr. 1980    |
| 11         | 3         | Kommt ein Vogel geflogen...                    | 29. Juli 1980    |
| 12         | 4         | Männer mit Grundsätzen                         | 2. Sep. 1980     |
| 13         | 5         | Der Orden und andere unordentliche Geschichten | 15. Sep. 1980    |
| 14         | 10        | Abend mit Franziska                            | 7. Apr. 1981     |

### Staffel 4
| Nr. (ges.) | Nr. (St.) | Originaltitel              | Erstausstrahlung |
| ---------- | --------- | -------------------------- | ---------------- |
| 15         | 1         | Die Liebe höret nimmer auf | 17. März 1981    |
| 16         | 2         | ???                        | –                |
| 17         | 3         | Der Tod des Narren         | 5. Sep. 1981     |
| 18         | 4         | Auf ein Neues              | 1. Dez. 1981     |

### Staffel 5
| Nr. (ges.) | Nr. (St.) | Originaltitel        | Erstausstrahlung |
| ---------- | --------- | -------------------- | ---------------- |
| 19         | 1         | Drum prüfe, wer sich | 8. Juni 1982     |
| 20         | 2         | Ordnung im Haus      | 20. Juli 1982    |
| 21         | 3         | Annoncen             | 28. Nov. 1982    |

### Staffel 6
| Nr. (ges.) | Nr. (St.) | Originaltitel               | Erstausstrahlung |
| ---------- | --------- | --------------------------- | ---------------- |
| 22         | 1         | Heitere Ehegeschichten      | 5. Jan. 1983     |
| 23         | 2         | Aufeinander zu              | 17. Mai 1983     |
| 24         | 3         | Verloren und wiedergefunden | 26. Juni 1983    |
| 25         | 4         | Wenn ick nich wär           | 13. Sep. 1983    |

### Staffel 7
| Nr. (ges.) | Nr. (St.) | Originaltitel             | Erstausstrahlung |
| ---------- | --------- | ------------------------- | ---------------- |
| 26         | 1         | Und plötzlich ein Clown   | 24. Jan. 1984    |
| 27         | 2         | Für Sie tun wir alles     | 17. Apr. 1984    |
| 28         | 3         | Bitte recht freundlich    | 1. Mai !984      |
| 29         | 4         | Ach, Dornen hat die Liebe | 18. Sep. 1984    |
| 30         | 5         | Mit Sinn für alles Schöne | 20. Nov. 1984    |
| 31         | 6         | Denkzettel                | 19. Dez. 1984    |

### Staffel 8
| Nr. (ges.) | Nr. (St.) | Originaltitel  | Erstausstrahlung |
| ---------- | --------- | -------------- | ---------------- |
| 32         | 1         | So bitte nicht | 24. Apr. 1985    |
| 33         | 2         | Liebhaber      | 10. Sep. 1985    |

### Staffel 9
| Nr. (ges.) | Nr. (St.) | Originaltitel                   | Erstausstrahlung |
| ---------- | --------- | ------------------------------- | ---------------- |
| 34         | 1         | Balancen                        | 7. Jan. 1986     |
| 35         | 2         | Berührungspunkte                | 22. Jan. 1986    |
| 36         | 3         | Die Geisterbahn                 | 19. Feb. 1986    |
| 37         | 4         | Sammelleidenschaften            | 5. März 1986     |
| 38         | 5         | Frauen mit und ohne             | 1. Apr. 1986     |
| 39         | 6         | Die Anmache                     | 29. Apr. 1986    |
| 40         | 7         | Ein ehrlicher Finder            | 27. Mai 1986     |
| 41         | 8         | Alles Theater?                  | 10. Juni 1986    |
| 42         | 9         | Solange noch das Lämpchen glüht | 24. Juni 1986    |
| 43         | 10        | Die Souffleuse                  | 16. Juli 1986    |
| 44         | 11        | Zimmer 418                      | 3. Sep. 1986     |
| 45         | 12        | Der konzentrierte Professor     | 14. Okt. 1986    |
| 46         | 13        | Erstens kommt es anders         | 29. Okt. 1986    |
| 47         | 14        | Die lieben vier Wände           | 21. Jan. 1987    |

### Staffel 10
| Nr. (ges.) | Nr. (St.) | Originaltitel                         | Erstausstrahlung |
| ---------- | --------- | ------------------------------------- | ---------------- |
| 48         | 1         | Auf Touren                            | 11. Feb. 1987    |
| 49         | 2         | Jetzt kommt Karli                     | 3. März 1987     |
| 50         | 3         | Genau auf Tag und Stunde              | 20. Mai 1987     |
| 51         | 4         | Die Versuchung und andere Geschichten | 23. Juni 1987    |
| 52         | 5         | Immer dasselbe Lied                   | 7. Juli 1987     |
| 53         | 6         | Annäherungen                          | 10. Nov. 1987    |
| 54         | 7         | Berliner Pflanzen                     | 8. Dez. 1987     |

### Staffel 11
| Nr. (ges.) | Nr. (St.) | Originaltitel                      | Erstausstrahlung |
| ---------- | --------- | ---------------------------------- | ---------------- |
| 55         | 1         | Leben und leben lassen             | 2. Feb. 1988     |
| 56         | 2         | A und O - Geschichten mit dem Auto | 6. Aug. 1988     |
| 57         | 3         | Rund um die Ehe                    | 19. Juli 1989    |
| 58         | 4         | Hochzeitstage                      | 16. Aug. 1989    |
| 59         | 5         | Gaunereien lassen bitten           | 25. Okt. 1989    |

### Staffel 12
| Nr. (ges.) | Nr. (St.) | Originaltitel         | Erstausstrahlung |
| ---------- | --------- | --------------------- | ---------------- |
| 60         | 1         | Auf den zweiten Blick | 14. März 1989    |
| 61         | 2         | Auf den Hund gekommen | 2. Aug. 1989     |

### Staffel 13
| Nr. (ges.) | Nr. (St.) | Originaltitel                      | Erstausstrahlung |
| ---------- | --------- | ---------------------------------- | ---------------- |
| 62         | 1         | Die Traumrolle                     | 17. Jan. 1990    |
| 63         | 2         | Unverhofft kommt oft               | 7. Feb. 1990     |
| 64         | 3         | Bekanntschaften                    | 28. Feb. 1990    |
| 65         | 4         | Gesucht und gefunden               | 18. Apr. 1990    |
| 66         | 5         | Später Herbst und zweiter Frühling | 30. Mai 1990     |